# Bredene Koksijde Classic 2025
La Bredene Koksijde Classic 2025, ventiduesima edizione della corsa e valevole come quattordicesima prova dell'UCI ProSeries 2025 categoria 1.Pro, si svolse il 21 marzo 2025 su un percorso di 200,9 km, con partenza da Bredene ed arrivo a Koksijde, in Belgio. La vittoria fu appannaggio del belga Edward Theuns, il quale completò il percorso in 4h15'50", alla media di 47,117 km/h, precedendo lo statunitense Luke Lamperti e l'olandese Nils Eekhoff.
Sul traguardo di Koksijde 83 ciclisti, dei 152 partiti da Bredene, portarono a termine la competizione.

## Squadre e corridori partecipanti
| N.      | Cod. | Squadra               |
| ------- | ---- | --------------------- |
| 1-7     | ARK  | Arkéa-B&B Hotels      |
| 11-17   | SOQ  | Soudal Quick-Step     |
| 21-27   | ADC  | Alpecin-Deceuninck    |
| 31-37   | IWA  | Intermarché-Wanty     |
| 41-47   | COF  | Cofidis               |
| 51-57   | UAD  | UAE Team Emirates XRG |
| 61-67   | JAY  | Team Jayco AlUla      |
| 71-77   | LTK  | Lidl-Trek             |
| 81-87   | TPP  | Team Picnic PostNL    |
| 91-97   | XAT  | XDS Astana Team       |
| 101-107 | IPT  | Israel-Premier Tech   |
| 111-117 | LOT  | Lotto                 |

| N.      | Cod. | Squadra                     |
| ------- | ---- | --------------------------- |
| 121-127 | UXM  | Uno-X Mobility              |
| 131-137 | Q36  | Q36.5 Pro Cycling Team      |
| 141-147 | TUD  | Tudor Pro Cycling Team      |
| 151-157 | TEN  | TotalEnergies               |
| 161-167 | EUS  | Euskaltel-Euskadi           |
| 171-177 | TFB  | Team Flanders-Baloise       |
| 181-187 | TNN  | Team Novo Nordisk           |
| 191-197 | VBF  | VF Group-Bardiani CSF-Faiz. |
| 201-207 | WB2  | Wagner Bazin WB             |
| 211-217 | TIS  | Tarteletto-Isorex           |
| 221-227 | VWT  | VolkerWessels Cycling Team  |

## Ordine d'arrivo (Top 10)
| Pos. | Corridore          | Squadra     | Tempo    |
| ---- | ------------------ | ----------- | -------- |
| 1    | Edward Theuns      | Lidl        | 4h15'50" |
| 2    | Luke Lamperti      | Soudal      | s.t.     |
| 3    | Nils Eekhoff       | Picnic      | s.t.     |
| 4    | Ethan Vernon       | Israel      | s.t.     |
| 5    | Vito Braet         | Intermarché | s.t.     |
| 6    | Florian Vermeersch | UAE         | s.t.     |
| 7    | Robbe Ghys         | Alpecin     | s.t.     |
| 8    | Stian Fredheim     | Uno-X       | s.t.     |
| 9    | Milan Fretin       | Cofidis     | s.t.     |
| 10   | Alessandro Romele  | XDS         | s.t.     |